# Мбуани, Симон Сева
Симон Сева Мбуйни (малаг. Simon Seva Mboiny; род. в 1956 году) — кандидат исторических наук, основатель Ассоциации выпускников советских и российских ВУЗов на Мадагаскаре. Генеральный директор Национального радио и телевидения Мадагаскара.
Советник-Руководитель Аппарата Премьер-Министра.

## Биография
Симон Сева Мбуйни родился в 1956 году в Республике Мадагаскар. Приехал на учебу в СССР и в 1987 году стал выпускником историко-филологического факультета Университета дружбы народов им. Патриса Лумумбы по специальности «Международная журналистика».
Обладает дипломом переводчика с французского на русский, с русского на французский, с малагасийского на русский и с русского на малагасийский язык. Также владеет английским и испанским языком.
После окончания университета прошел стажировку по Международной программе по развитию коммуникаций, которая была организована и проведена ЮНЕСКО в Париже. Стажировался в компании Intermedia Consultants S A Berne-Suisse. Проходил стажировку на общественном радио «Буш Радио» в Кейптауне, стажировался в Высшей школе аудиовизуальных средств в Лондоне и на Радио ВВС. Был стажером в Центре образования USIS «Голос Америки» в Вашингтоне.
Был советником по подбору программ радиовещания ЮНЕСКО из Парижа на территорию франкоговорящей Африки и Индийского океана, координатором союза национального радио и телевидения Африки, журналистом-репортером и представителем на Международном московском радио. Работал президентом Ассоциации радио и телевидения региона Индийского океана.
Получил звание кандидата исторических наук. Работает генеральным директором Национального радио и телевидения Мадагаскара. Советник-Руководитель Аппарата Премьер-Министра. Основал на Мадагаскаре Ассоциацию выпускников советских и российских вузов. Занимает должность советника по техническим вопросам Министерства информации, культуры и коммуникаций.
Женат, в семье двое детей.